# (6365) Nickschneider
(6365) Nickschneider (1981 ES29) – planetoida z pasa głównego asteroid okrążająca Słońce w ciągu 4,82 lat w średniej odległości 2,85 j.a. Odkryta 1 marca 1981 roku.